# Alma (Gaia)
Alma è il secondo album in studio della cantautrice italiana Gaia, pubblicato il 29 ottobre 2021 dalla Columbia.

## Descrizione
Il secondo progetto discografico presenta quindici brani, scritti sia in italiano che in portoghese dalla cantautrice assieme a numerosi collaboratori. Le canzoni presentano contaminazioni musicali, tra cui dal pop, reggeton, latina, bossa nova, affrontando differenti tematiche legate alla spiritualità, al femminismo, alle relazioni tossiche e al dolore nel superare i traumi infantili e adolescenziali. Il progetto vede la partecipazione di Francesca Michielin, Gemitaiz, Margherita Vicario, Tedua, Selton e Sean Paul. Intervistata da TV Sorrisi e Canzoni, Gaia ha affermato riguardo all'album:

## Promozione
Nel marzo 2021 Gaia partecipa al 71º Festival di Sanremo con il brano Cuore amaro, classificandosi alla diciannovesima posizione della classifica finale e ottenendo successivamente la certificazione d'oro dalla FIMI. Nel maggio 2021 viene pubblicata la collaborazione Boca con Sean Paul, anch'essa certificata disco d'oro. Tra luglio e settembre 2021 Gaia intraprende il Finalmente in Tour.
Il disco è stato annunciato il 7 settembre 2021 attraverso i social con una clip in bianco e nero e un’immagine della copertina. Il 17 settembre 2021 l'album è stato anticipato presentando in anteprima alcuni brani durante l'esibizione della cantautrice al festival Mi manchi, presso il Circolo Magnolia di Segrate, Milano. La promozione dell'album è iniziata ad ottobre 2021 con l'uscita del singolo Nuvole di zanzare. Il 21 Novembre 2021 Gaia partecipa al Corona Capital a Città del Messico presentando il suo album Alma, è stata la prima artista italiana ad esibircisi.

## Accoglienza
Il progetto discografico è stato accolto positivamente dalla critica musicale italiana, che ne ha apprezzato le sonorità e la produzione, oltre che le doti vocali della cantante.
| Recensione | Giudizio |
| ---------- | -------- |
| Newsic     | 7/10     |
| Rockit     | Positivo |

Giulia Ciavarelli di TV Sorrisi e Canzoni descrive il progetto come «un disco dove l'artista torna spesso a parlare delle sue radici e si circonda dell’amata famiglia. [...] Ci sono anche dediche d’amore, attimi più sensuali ed esplorazioni culturali che riportano il cuore di Gaia in Brasile» rimanendo particolarmente colpita dalle contaminazioni sonore dell'album, elaborate «con cura ed eleganza». Gabriele Fazio dell'Agenzia Giornalistica Italia scrive che l'album risulti «raffinato» sia nei testi che nel sound «smaccatamente internazionale» dando un «ritratto totalmente autentico» dell'artista. Fazio sottolinea inoltre che Alma «rappresenta forse il miglior lavoro in assoluto mai pubblicato da un artista che il largo pubblico conosce grazie alla partecipazione ad un talent».
Fabrizio Basso per TGcom24 riporta che si tratti di «un disco da ascoltare, un po' eretico col suo mescolare gli idiomi. Di certo è sincero e profondo» soffermandosi sul fatto che «Gaia è pronta a creare una nuova personale dimensione on-stage presentando il suo universo artistico in atmosfere inedite che diventeranno sfondo del racconto delle sue anime musicali». Basso afferma infine che in Alma «c’è tutto il tropicalismo dell'artista emiliana, il suo pop contemporaneo, la sua freschezza e la sua libertà di scelta nell’utilizzare l’italiano e il brasiliano nello stesso modo, nella scrittura, nelle parole, nel canto».

## Tracce
Testi di Gaia Gozzi, eccetto dove indicato.
1. Alma – 2:41 (musica: Gaia Gozzi, Simone Privitera)
2. Bandiera – 2:46 (testo: Gaia Gozzi, Vincenzo Colella, Luca Galeandro – musica: Gaia Gozzi, Simone Privitera)
3. Fita do bonfim – 2:51 (musica: Simone Privitera, Rocco Giovannoni, Marco Spaggiari)
4. Nuvole di zanzare – 3:01 (Gaia Gozzi, Federico Bertollini, Alessandro La Cava, Dario Lombardi, Giovanni De Sanctis)
5. Ginga (feat. Margherita Vicario e Francesca Michielin) – 3:15 (musica: Andrea Moroni, Fabio Dema, Gaia Gozzi)
6. Marina (feat. Gemitaiz) – 2:50 (testo: Gaia Gozzi, Davide De Luca – musica: Simone Privitera)
7. Occhi & jeans – 3:05 (Daniele Dezi, Gaia Gozzi)
8. Louca (feat. J Lord) – 2:43 (testo: Gaia Gozzi, Lord Johnson – musica: Simone Privitera, Matteo Novi, Drama State, Gaia Gozzi)
9. Pomeriggio – 2:42 (testo: Gaia Gozzi, Jacopo Ettorre – musica: Simone Privitera)
10. Boca (feat. Sean Paul) – 2:36 (musica: Antonio Fernandez, Sonia Bazanta, Donald Hoitink, Mimoun Steven Kwik, Steve Keanu Tandaju)
11. Cuore amaro – 2:33 (testo: Jacopo Angelo Ettorre, Gaia Gozzi – musica: Giorgio Spedicato, Daniele Dezi)
12. Salina – 3:24 (testo: Gaia Gozzi, Vincenzo Colella, Viviana Colombo – musica: Simone Privitera, Valerio Smordoni, Gaia Gozzi)
13. Io e te (De leve) (feat. Selton) – 3:28 (testo: Daniel Goncalves Plentz, Ramiro Levy, Eduardo Stein Dechtiar, Gaia Gozzi – musica: Simone Privitera, Daniel Goncalves Plentz, Ramiro Levy, Eduardo Stein Dechtiar, Gaia Gozzi)
14. Paranauè (feat. Tedua) – 3:03 (testo: Gaia Gozzi, Mario Molinari – musica: Simone Privitera)
15. Sem tu – 3:44 (musica: Simone Privitera)

Traccia bonus nella riedizione Alma - Christmas Edition in esclusiva su Amazon Music
1. What Christmas Means to Me – 2:30 (Allen Story, Anna Gordy Gaye, George Gordy)

## Classifiche
| Classifica (2021) | Posizione massima |
| ----------------- | ----------------- |
| Italia            | 18                |